# Зун-Мурэн
Зун-Мурэ́н (бур. Зүүн Мүрэн — «восточная [полноводная] река»; устаревшие названия — Зун-Мурин, Дзон-Мурин) — река в Тункинском районе Бурятии, правый приток Иркута.

## Общие сведения
Берёт начало в горном узле на крайнем западе Хангарульского хребта. Течёт в северо-восточном направлении в межгорной лощине, разделяющей юго-восточные хребты Большого Саяна с запада и отроги Хамар-Дабана с востока. По выходе в Тункинскую долину у посёлка Зун-Мурино, в 6,5 км от устья, река пересекается федеральной автомагистралью А333 (Тункинский тракт). В 2,5 км до устья разделяется на два потока, впадающие в Иркут напротив села Гужиры.
Длина реки — 167 км. Площадь водосборного бассейна — 4160 км². Среднегодовой расход воды в 7 км от устья — 49 м³/с. Питание снеговое и дождевое. Весеннее половодье обычно невелико, но дождевые паводки достигают значительных размеров. Замерзает в октябре — начале ноября, вскрывается в конце апреля — начале мая.

## Данные водного реестра
По данным государственного водного реестра России и геоинформационной системы водохозяйственного районирования территории РФ, подготовленной Федеральным агентством водных ресурсов:
- Бассейновый округ — Ангаро-Байкальский
- Речной бассейн — Ангара
- Речной подбассейн — Ангара до створа гидроузла Братского водохранилища
- Водохозяйственный участок — Иркут